# Кравець-Кравченко Андрій Семенович
Андрій Семенович Кравець-Кравченко (13 грудня 1925, м. Фастів — 19 жовтня 1943, м. Фастів) — поет. Член ОУН (1942).

## Біографічні відомості
Під час гітлерівської окупації працював секретарем на бiржі праці. Керівник молодіжної ОУН Фастівщини. Друкував листівки із закликом до молоді ухилятися від примусового вивезення у Німеччину.
Восени 1943 року, коли німецькі літаки бомбили Фастів, бу впрострілений кулею з німецького парабелума. Відмучившись 21 день він відійшов на вічний спочинок.

## Творчість
Першi вірші — антибiльшовицького спрямування, громадянського звучання — вирiзнялися зрiлим сприйняттям iсторiї, розумiнням неминучості самостійності Української Держави (поема «Україна», 1942).
Пiд час нiмецької окупацiї у його поезiях домiнували патрiотичні мотиви, використанi у листiвках, спрямовані проти гітлерівських окупантів.
На початку 1990-х рр. його твори друкували у журналах «Україна», «Поклик сумління», «Зона».
Збірки з віршами Кравця-Кравченка:
- «Повстанська ліра» (Л., 1992);
- «Тризуб: Поезія» (К., 1997);
- «За Україну, за її волю» (К., 2025).

## Вшанування пам'яті
2015 року в Фастові засновано молодіжну літературно-мистецьку премію ім. Андрія Кравця-Кравченка, якою нагороджують талановиту творчу молодь до 18 років.